# Tour de Abu Dhabi de 2015
A 1.ª edição da concorrência de ciclismo masculino em estrada Tour de Abu Dhabi disputou-se entre 8 e 11 de outubro de 2015 na cidade capital de Abu Dabi.
O percurso contou com 4 etapas totalizando 555 km e a carreira integra o calendário do UCI Asia Tour de 2015 dentro da categoria 2.1.
A vitória foi para o corredor colombiano Esteban Chaves (Orica GreenEDGE) quem superou a Fabio Aru (Astana) e Wouter Poels (Team Sky).

## Equipas participantes
Participaram 18 equipas: 10 de categoria UCI ProTeam, 5 de categoria Profissional Continental, 2 de categoria Continental e 1 selecção nacional. Formando assim um pelotão de 108 ciclistas (6 corredores por equipa).
| Equipes WorldTeam (10)- BMC Racing Team - Etixx-Quick Step - Tinkoff-Saxo - Giant-Alpecin - Orica-GreenEDGE - Sky - Astana - Movistar Team - Katusha - Lampre-Merida Equipes profissionais Continentais (5)- Drapac - Colombia - Bora-Argon 18 - MTN-Qhubeka - UnitedHealthcare Equipes Continentais (2)- Wiggins - Skydive Dubai-Al Ahli Club Equipe nacional- Emirados Árabes Unidos |
| |

## Desenvolvimento da carreira
| Etapa | Data    | Percurso                                                            | type           | Distância (km) | Vencedor        | Líder geral     |
| ----- | ------- | ------------------------------------------------------------------- | -------------- | -------------- | --------------- | --------------- |
| 1     | 8 out.  | Qasr Al Sarab – Madinat Zayed                                       | etapa plana    | 159,5          | Andrea Guardini | Andrea Guardini |
| 2     | 9 out.  | Abu Dhabi – Abu Dhabi                                               | etapa plana    | 130            | Elia Viviani    | Elia Viviani    |
| 3     | 10 out. | Equipa da Superleague Fórmula do Al Ain Football Club – Jabal Hafit | média montanha | 140            | Esteban Chaves  | Esteban Chaves  |
| 4     | 11 out. | Yas Marina – Yas Marina                                             | etapa plana    | 110            | Elia Viviani    | Esteban Chaves  |

## Etapas

### 1. etapa
| Qasr Al Sarab - Madinat Zayed | etapa plana | (159,5 km) |

| \| Classificação por etapas \| Classificação por etapas \| Classificação por etapas \| Classificação por etapas \| Classificação por etapas \| \| Ciclista \| Ciclista \| Equipe \| Tempo \| \| \| ------------------------ \| ------------------------ \| -------------------------- \| ------------------------ \| ------------------------ \| \| 1. \| Andrea Guardini \| Astana \| 4h21m11s \| \| \| 2. \| Tom Boonen \| Etixx-Quick Step \| + 0s \| \| \| 3. \| Daniele Bennati \| Tinkoff-Saxo \| + 0s \| \| \| 4. \| Andrea Palini \| Skydive Dubai-Al Ahli Club \| + 0s \| \| \| 5. \| Marco Canola \| UnitedHealthcare \| + 0s \| \| |                 |                            |          |
| |                 |                            |          |
| |                 |                            |          |
| Classificação por etapas |                 |                            |          |
| Ciclista | Ciclista        | Equipe                     | Tempo    |
| 1. | Andrea Guardini | Astana                     | 4h21m11s |
| 2. | Tom Boonen      | Etixx-Quick Step           | + 0s     |
| 3. | Daniele Bennati | Tinkoff-Saxo               | + 0s     |
| 4. | Andrea Palini   | Skydive Dubai-Al Ahli Club | + 0s     |
| 5. | Marco Canola    | UnitedHealthcare           | + 0s     |

| \| Classificação geral \| Classificação geral \| Classificação geral \| Classificação geral \| Classificação geral \| \| Ciclista \| Ciclista \| Equipe \| Tempo \| \| \| ------------------- \| ------------------- \| -------------------------- \| ------------------- \| ------------------- \| \| 1. \| Andrea Guardini \| Astana \| 4h21m11s \| \| \| 2. \| Tom Boonen \| Etixx-Quick Step \| + 0s \| \| \| 3. \| Daniele Bennati \| Tinkoff-Saxo \| + 0s \| \| \| 4. \| Andrea Palini \| Skydive Dubai-Al Ahli Club \| + 0s \| \| \| 5. \| Marco Canola \| UnitedHealthcare \| + 0s \| \| |                 |                            |          |
| |                 |                            |          |
| |                 |                            |          |
| Classificação geral |                 |                            |          |
| Ciclista | Ciclista        | Equipe                     | Tempo    |
| 1. | Andrea Guardini | Astana                     | 4h21m11s |
| 2. | Tom Boonen      | Etixx-Quick Step           | + 0s     |
| 3. | Daniele Bennati | Tinkoff-Saxo               | + 0s     |
| 4. | Andrea Palini   | Skydive Dubai-Al Ahli Club | + 0s     |
| 5. | Marco Canola    | UnitedHealthcare           | + 0s     |

### 2. etapa
| Abu Dhabi - Abu Dhabi | etapa plana | (130 km) |

| \| Classificação por etapas \| Classificação por etapas \| Classificação por etapas \| Classificação por etapas \| Classificação por etapas \| \| Ciclista \| Ciclista \| Equipe \| Tempo \| \| \| ------------------------ \| ------------------------ \| ------------------------ \| ------------------------ \| ------------------------ \| \| 1. \| Elia Viviani \| Team Sky \| 3h02m07s \| \| \| 2. \| Peter Sagan \| Tinkoff-Saxo \| + 0s \| \| \| 3. \| Fabio Sabatini \| Etixx-Quick Step \| + 0s \| \| \| 4. \| Luka Mezgec \| Giant-Alpecin \| + 0s \| \| \| 5. \| Łukasz Wiśniowski \| Etixx-Quick Step \| + 0s \| \| |                   |                  |          |
| |                   |                  |          |
| |                   |                  |          |
| Classificação por etapas |                   |                  |          |
| Ciclista | Ciclista          | Equipe           | Tempo    |
| 1. | Elia Viviani      | Team Sky         | 3h02m07s |
| 2. | Peter Sagan       | Tinkoff-Saxo     | + 0s     |
| 3. | Fabio Sabatini    | Etixx-Quick Step | + 0s     |
| 4. | Luka Mezgec       | Giant-Alpecin    | + 0s     |
| 5. | Łukasz Wiśniowski | Etixx-Quick Step | + 0s     |

| \| Classificação geral \| Classificação geral \| Classificação geral \| Classificação geral \| Classificação geral \| \| Ciclista \| Ciclista \| Equipe \| Tempo \| \| \| ------------------- \| ------------------- \| ------------------- \| ------------------- \| ------------------- \| \| 1. \| Elia Viviani \| Team Sky \| 7h23m08s \| \| \| 2. \| Andrea Guardini \| Astana \| + 0s \| \| \| 3. \| Peter Sagan \| Tinkoff-Saxo \| + 4s \| \| \| 4. \| Alessandro Bazzana \| UnitedHealthcare \| + 4s \| \| \| 5. \| Daniele Bennati \| Tinkoff-Saxo \| + 6s \| \| |                    |                  |          |
| |                    |                  |          |
| |                    |                  |          |
| Classificação geral |                    |                  |          |
| Ciclista | Ciclista           | Equipe           | Tempo    |
| 1. | Elia Viviani       | Team Sky         | 7h23m08s |
| 2. | Andrea Guardini    | Astana           | + 0s     |
| 3. | Peter Sagan        | Tinkoff-Saxo     | + 4s     |
| 4. | Alessandro Bazzana | UnitedHealthcare | + 4s     |
| 5. | Daniele Bennati    | Tinkoff-Saxo     | + 6s     |

### 3. etapa
| Equipa da Superleague Fórmula do Al Ain Football Club - Jabal Hafit | média montanha | (140 km) |

| \| Classificação por etapas \| Classificação por etapas \| Classificação por etapas \| Classificação por etapas \| Classificação por etapas \| \| Ciclista \| Ciclista \| Equipe \| Tempo \| \| \| ------------------------ \| ------------------------ \| ------------------------ \| ------------------------ \| ------------------------ \| \| 1. \| Esteban Chaves \| Orica-GreenEDGE \| 3h28m04s \| \| \| 2. \| Fabio Aru \| Astana \| + 12s \| \| \| 3. \| Wout Poels \| Team Sky \| + 21s \| \| \| 4. \| Diego Ulissi \| Lampre-Merida \| + 31s \| \| \| 5. \| Janez Brajkovič \| UnitedHealthcare \| + 31s \| \| |                 |                  |          |
| |                 |                  |          |
| |                 |                  |          |
| Classificação por etapas |                 |                  |          |
| Ciclista | Ciclista        | Equipe           | Tempo    |
| 1. | Esteban Chaves  | Orica-GreenEDGE  | 3h28m04s |
| 2. | Fabio Aru       | Astana           | + 12s    |
| 3. | Wout Poels      | Team Sky         | + 21s    |
| 4. | Diego Ulissi    | Lampre-Merida    | + 31s    |
| 5. | Janez Brajkovič | UnitedHealthcare | + 31s    |

| \| Classificação geral \| Classificação geral \| Classificação geral \| Classificação geral \| Classificação geral \| \| Ciclista \| Ciclista \| Equipe \| Tempo \| \| \| ------------------- \| ------------------- \| ------------------- \| ------------------- \| ------------------- \| \| 1. \| Esteban Chaves \| Orica-GreenEDGE \| 10h51m12s \| \| \| 2. \| Fabio Aru \| Astana \| + 16s \| \| \| 3. \| Wout Poels \| Team Sky \| + 27s \| \| \| 4. \| Janez Brajkovič \| UnitedHealthcare \| + 41s \| \| \| 5. \| Diego Ulissi \| Lampre-Merida \| + 41s \| \| |                 |                  |           |
| |                 |                  |           |
| |                 |                  |           |
| Classificação geral |                 |                  |           |
| Ciclista | Ciclista        | Equipe           | Tempo     |
| 1. | Esteban Chaves  | Orica-GreenEDGE  | 10h51m12s |
| 2. | Fabio Aru       | Astana           | + 16s     |
| 3. | Wout Poels      | Team Sky         | + 27s     |
| 4. | Janez Brajkovič | UnitedHealthcare | + 41s     |
| 5. | Diego Ulissi    | Lampre-Merida    | + 41s     |

### 4. etapa
| Yas Marina - Yas Marina | etapa plana | (110 km) |

| \| Classificação por etapas \| Classificação por etapas \| Classificação por etapas \| Classificação por etapas \| Classificação por etapas \| \| Ciclista \| Ciclista \| Equipe \| Tempo \| \| \| ------------------------ \| ------------------------ \| ------------------------ \| ------------------------ \| ------------------------ \| \| 1. \| Elia Viviani \| Team Sky \| 2h22m43s \| \| \| 2. \| Peter Sagan \| Tinkoff-Saxo \| + 0s \| \| \| 3. \| Andrea Guardini \| Astana \| + 0s \| \| \| 4. \| Daniel Oss \| BMC Racing Team \| + 0s \| \| \| 5. \| Marco Canola \| UnitedHealthcare \| + 0s \| \| |                 |                  |          |
| |                 |                  |          |
| |                 |                  |          |
| Classificação por etapas |                 |                  |          |
| Ciclista | Ciclista        | Equipe           | Tempo    |
| 1. | Elia Viviani    | Team Sky         | 2h22m43s |
| 2. | Peter Sagan     | Tinkoff-Saxo     | + 0s     |
| 3. | Andrea Guardini | Astana           | + 0s     |
| 4. | Daniel Oss      | BMC Racing Team  | + 0s     |
| 5. | Marco Canola    | UnitedHealthcare | + 0s     |

| \| Classificação geral \| Classificação geral \| Classificação geral \| Classificação geral \| Classificação geral \| \| Ciclista \| Ciclista \| Equipe \| Tempo \| \| \| ------------------- \| ------------------- \| ------------------- \| ------------------- \| ------------------- \| \| 1. \| Esteban Chaves \| Orica-GreenEDGE \| 13h13m55s \| \| \| 2. \| Fabio Aru \| Astana \| + 16s \| \| \| 3. \| Wout Poels \| Team Sky \| + 27s \| \| \| 4. \| Janez Brajkovič \| UnitedHealthcare \| + 41s \| \| \| 5. \| Diego Ulissi \| Lampre-Merida \| + 41s \| \| |                 |                  |           |
| |                 |                  |           |
| |                 |                  |           |
| Classificação geral |                 |                  |           |
| Ciclista | Ciclista        | Equipe           | Tempo     |
| 1. | Esteban Chaves  | Orica-GreenEDGE  | 13h13m55s |
| 2. | Fabio Aru       | Astana           | + 16s     |
| 3. | Wout Poels      | Team Sky         | + 27s     |
| 4. | Janez Brajkovič | UnitedHealthcare | + 41s     |
| 5. | Diego Ulissi    | Lampre-Merida    | + 41s     |

## Classificações finais

### Classificação geral
| \| Classificação geral \| Classificação geral \| Classificação geral \| Classificação geral \| Classificação geral \| \| Ciclista \| Ciclista \| Equipe \| Tempo \| \| \| ------------------- \| ------------------- \| ------------------- \| ------------------- \| ------------------- \| \| 1. \| Esteban Chaves \| Orica-GreenEDGE \| 13h13m55s \| \| \| 2. \| Fabio Aru \| Astana \| + 16s \| \| \| 3. \| Wout Poels \| Team Sky \| + 27s \| \| \| 4. \| Janez Brajkovič \| UnitedHealthcare \| + 41s \| \| \| 5. \| Diego Ulissi \| Lampre-Merida \| + 41s \| \| \| 6. \| Gianluca Brambilla \| Etixx-Quick Step \| + 1m23s \| \| \| 7. \| Alejandro Valverde \| Movistar Team \| + 1m29s \| \| \| 8. \| Leopold König \| Team Sky \| + 1m29s \| \| \| 9. \| Vincenzo Nibali \| Astana \| + 1m29s \| \| \| 10. \| Patrick Konrad \| Bora-Argon 18 \| + 1m40s \| \| |                    |                  |           |
| |                    |                  |           |
| Fonte: ProCyclingStats |                    |                  |           |
| Classificação geral |                    |                  |           |
| Ciclista | Ciclista           | Equipe           | Tempo     |
| 1. | Esteban Chaves     | Orica-GreenEDGE  | 13h13m55s |
| 2. | Fabio Aru          | Astana           | + 16s     |
| 3. | Wout Poels         | Team Sky         | + 27s     |
| 4. | Janez Brajkovič    | UnitedHealthcare | + 41s     |
| 5. | Diego Ulissi       | Lampre-Merida    | + 41s     |
| 6. | Gianluca Brambilla | Etixx-Quick Step | + 1m23s   |
| 7. | Alejandro Valverde | Movistar Team    | + 1m29s   |
| 8. | Leopold König      | Team Sky         | + 1m29s   |
| 9. | Vincenzo Nibali    | Astana           | + 1m29s   |
| 10. | Patrick Konrad     | Bora-Argon 18    | + 1m40s   |

### Classificação por pontos
| Classificação por pontos | Classificação por pontos | Classificação por pontos | Classificação por pontos | Classificação por pontos |
| Ciclista                 | Ciclista                 | Equipe                   | Pontos                   |                          |
| ------------------------ | ------------------------ | ------------------------ | ------------------------ | ------------------------ |
| 1.                       | Elia Viviani             | Team Sky                 | 49 pts                   |                          |
| 2.                       | Andrea Guardini          | Astana                   | 35 pts                   |                          |
| 3.                       | Peter Sagan              | Tinkoff-Saxo             | 32 pts                   |                          |
| 4.                       | Alessandro Bazzana       | UnitedHealthcare         | 29 pts                   |                          |
| 5.                       | Gianluca Brambilla       | Etixx-Quick Step         | 21 pts                   |                          |

### Classificação dos jovens (Sub-23)
| Classificação dos jovens | Classificação dos jovens | Classificação dos jovens    | Classificação dos jovens | Classificação dos jovens |
| Ciclista                 | Ciclista                 | Equipe                      | Tempo                    |                          |
| ------------------------ | ------------------------ | --------------------------- | ------------------------ | ------------------------ |
| 1.                       | Esteban Chaves           | Orica-GreenEDGE             | 13h13m55s                |                          |
| 2.                       | Fabio Aru                | Astana                      | + 16s                    |                          |
| 3.                       | Patrick Konrad           | Bora-Argon 18               | + 1m40s                  |                          |
| 4.                       | Brendan Canty            | Drapac Professional Cycling | + 2m27s                  |                          |
| 5.                       | Carlos Verona            | Etixx-Quick Step            | + 2m51s                  |                          |

### Classificação das metas volantes
| Classificação por velocidade | Classificação por velocidade | Classificação por velocidade | Classificação por velocidade | Classificação por velocidade |
| Ciclista                     | Ciclista                     | Equipe                       | Pontos                       |                              |
| ---------------------------- | ---------------------------- | ---------------------------- | ---------------------------- | ---------------------------- |
| 1.                           | Alessandro Bazzana           | UnitedHealthcare             | 29 pts                       |                              |
| 2.                           | Alexey Lutsenko              | Astana                       | 18 pts                       |                              |
| 3.                           | Gianluca Brambilla           | Etixx-Quick Step             | 16 pts                       |                              |

## Evolução das classificações
| Etapa (Vencedor)             | Classificação geral | Classificação por pontos | Classificação dos jovens | Classificação das metas volantes |
| ---------------------------- | ------------------- | ------------------------ | ------------------------ | -------------------------------- |
| 1.ª etapa ( Andrea Guardini) | Andrea Guardini     | Andrea Guardini          | Jim Songezo              | Paul Voss                        |
| 2.ª etapa ( Elia Viviani)    | Elia Viviani        | Elia Viviani             | Peter Sagan              | Alessandro Bazzana               |
| 3.ª etapa ( Esteban Chaves)  | Esteban Chaves      | Alessandro Bazzana       | Esteban Chaves           | Alessandro Bazzana               |
| 4.ª etapa ( Elia Viviani)    | Esteban Chaves      | Elia Viviani             | Esteban Chaves           | Alessandro Bazzana               |
| Final                        | Esteban Chaves      | Elia Viviani             | Esteban Chaves           | Alessandro Bazzana               |